# Erg
Erg (arapski: عرق, arq, što znači 'more dina') ili pješčano more je uglavnom ravno područje pustinje prekriveno pješčanim dinama oblikovanima vjetrom, bez biljnog pokrivača'. Stroža definicija navodi kako erg mora imati više od 125 km² eolskog ili vjetrom nanešenog pijeska, te pijesak mora prekrivati barem 20 % njegove površine. Manja područja se jednostavno zovu pješčanim sipinama. Oko 85 % svog pokretnog pijeska na svijetu se nalazi u ergovima koji su veći od 32 000 km². U najvećoj vrućoj pustinji na svijetu, Sahari, koja ima površinu veću od 9 milijuna km², nalazi se naekoliko ergova kao što su: Čač i Issaouane u Alžiru, ili Blima u Nigeru.
Ergovi se mogu vidjeti i na površini drugih nebeskih tijela sunčevog sustava kao što su: Venera, Mars i Saturnov satelit Titan.